# Leonhard Nagenrauft

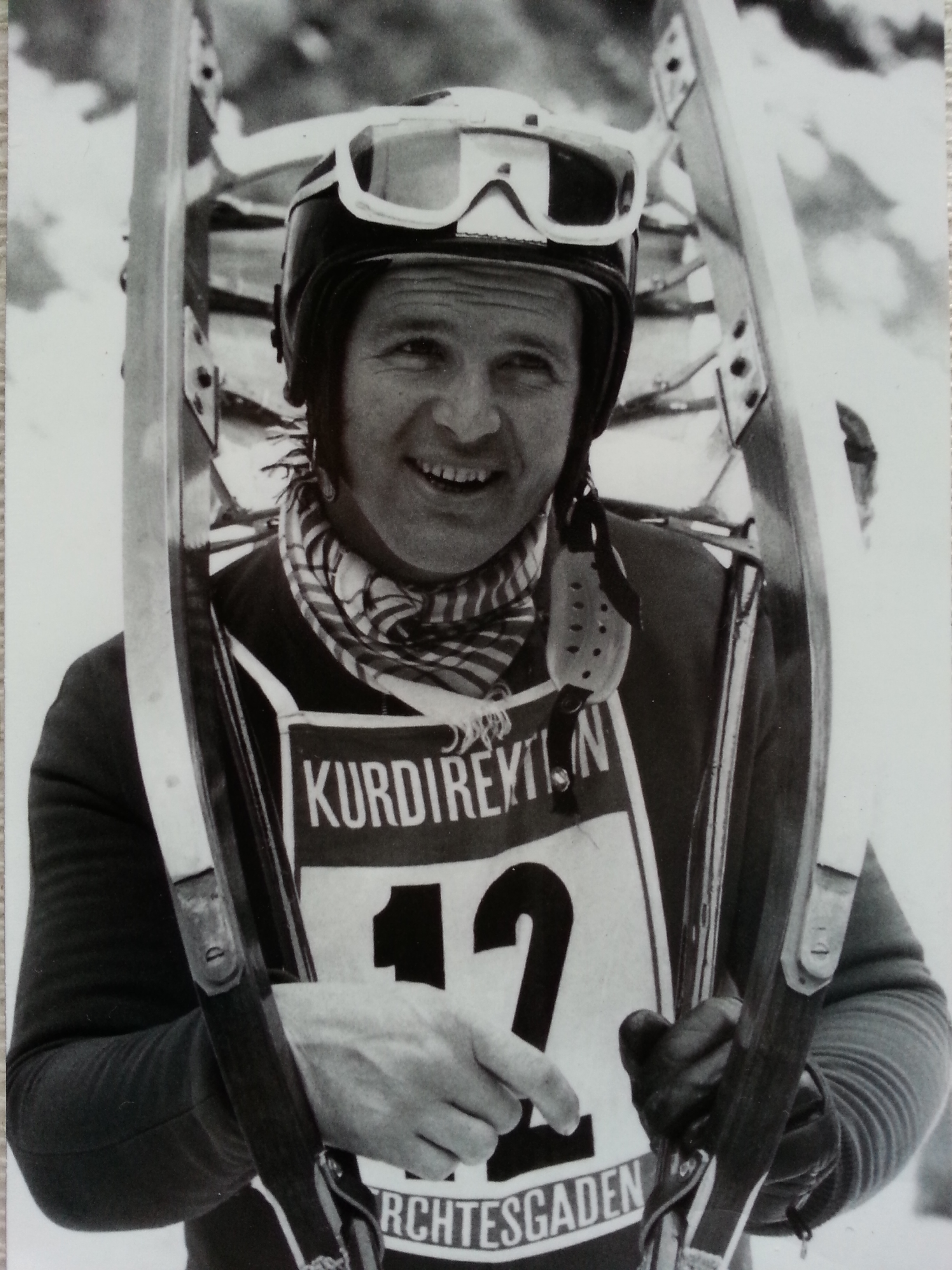
Leonhard Nagenrauft

Leonhard Nagenrauft (* 9. März 1938 in Bischofswiesen; † 22. Mai 2017 in Berchtesgaden) war ein deutscher Rennrodler.
Der größte Erfolg Leonhard Nagenraufts war der Gewinn der Europameisterschaft 1967 in Königssee. 1972 wurde er an derselben Stelle nochmals Dritter der Europameisterschaften. Zuvor wurde er bei den Olympischen Winterspielen 1968 in Grenoble Neunter. 1970 wurde er in Krynica-Zdrój Internationaler Polnischer Meister im Einsitzer sowie mit Hans Wimmer im Doppelsitzer. 1971 gewann der für den RC Berchtesgaden startende Athlet bei den Weltmeisterschaften in Olang die Silbermedaille. 1972 trat er in Sapporo erneut bei den Olympischen Winterspielen an und verpasste als Fünfter nur knapp die Medaillenränge. Deutscher Meister im Einsitzer war Nagenrauft 1966, 1967, 1969 und 1973, im Doppelsitzer mit Hans Wimmer 1969.